# O‘zbekiston Pro ligasi
O‘zbekiston birinchi ligasi – liga będąca drugim poziomem rozgrywek piłkarskich w Uzbekistanie. W sezonie 2015 występowało w niej 18 drużyn. Najlepsze dwie drużyny awansują do I ligi, a najgorsze dwie spadają do Drugiej Ligi. Drużyny z 14 i 15 miejsc walczą w barażach o utrzymanie w lidze.

## Drużyny w sezonie 2016
- Dinamo Samarkanda
- FK G‘ijduvon
- FK Kosonsoy
- FK Zaamin
- Lokomotiv Taszkent
- Mash'al II Muborak
- NBU Osiyo Taszkent
- Naryn Haqqulobod
- Nasaf II Karszy
- Nurafshon Buxoro
- Oq-tepa Taszkent
- Orol Nukus
- Paxtakor II Taszkent
- Sementchi Kuvasoy
- Uz DongJu Andiżan
- Xorazm Urgencz
- Xotira-79 Uychi
- Yozyovon Lochinlari